# 238 Hypatia
Hypatia /hɪˈpeɪʃiə/ (định danh hành tinh vi hình: 238 Hypatia) là một tiểu hành tinh rất lớn ở vành đai chính. Ngày 1 tháng 7 năm 1884, nhà thiên văn học người Nga Viktor K. Knorre phát hiện tiểu hành tinh Hypatia khi ông thực hiện quan sát ở Berlin và đặt tên nó theo tên triết gia Hypatia thành Alexandria. Đây là tiểu hành tinh thứ ba trong số bốn tiểu hành tinh do ông phát hiện. Dựa trên quang phổ, Hypatia được phân loại là tiểu hành tinh kiểu C và thành phần cấu tạo của nó dường như bằng vật liệu cacbonat nguyên thủy. Giống như nhiều tiểu hành tinh thuộc loại này, bề mặt của nó rất tối.